# Спортивный промоутер
Спортивный промоутер (англ. promoter) — организатор (физическое или юридическое лицо) в профессиональном спорте, личный (генеральный) менеджер известных спортсменов, команд, спортивных клубов или федераций. Спортивным промоутером, продвигающим спортсмена как товар, может выступать организация-устроитель спортивных мероприятий, промоутерская компания, которая иногда называется однокоренным англоязычным термином промоушн или промоушен (англ. promotion).

## Сфера деятельности
Организация, реклама и проведение соревнования, матча или другого спортивного события.
В обязанности спортивного промоутера входит:
- продвижение отдельных видов спорта
- повышение узнаваемости конкретных спортсменов, команд, клубов, федераций
- реклама спортивного мероприятия, матча
- pешение юридических и финансовых вопросов.

## См.также
- Спортивный агент
- Спортивная федерация
- Хэя